# بلدوین (جورجیا)
بلدوین، جورجیا (به انگلیسی: Baldwin, Georgia) یک شهر در ایالات متحده آمریکا با جمعیت ۳٬۲۷۹ نفر است که در جورجیا واقع شده‌است.

## موقعیت جغرافیایی
موقعیت جغرافیایی شهرها و مناطق اطراف به شرح زیر است: